# Campeonato Iberoamericano de Atletismo de 2016
El XVII Campeonato Iberoamericano de Atletismo se celebró en la ciudad de Río de Janeiro (Brasil) del 14 al 16 de mayo de 2016. La sede principal de los eventos fue el Estadio João Havelange. Participaron veinticuatro delegaciones pertenecientes a la Asociación Iberoamericana de Atletismo, y por primera vez en la historia del certamen asistieron delegaciones en calidad de invitadas.

## Países participantes
En la siguiente tabla los países que participaron en esta edición por continente y que forman parte de la Asociación Iberoamericana de Atletismo. En el campeonato también tomaron parte, por primera vez, delegaciones de Australia, Arabia Saudita, Bulgaria y Estados Unidos en calidad de invitadas.
| | Sudamérica                                                                                          | Europa              | África                               | Delegaciones invitadas                                   |
| --- | --------------------------------------------------------------------------------------------------- | ------------------- | ------------------------------------ | -------------------------------------------------------- |
| - Costa Rica - Cuba - El Salvador - Guatemala - Honduras - México - Panamá - Puerto Rico - República Dominicana | - Argentina - Bolivia - Brasil - Chile - Colombia - Ecuador - Paraguay - Perú - Uruguay - Venezuela | - España - Portugal | - Angola - Cabo Verde - Guinea-Bisáu | - Arabia Saudita - Australia - Bulgaria - Estados Unidos |

## Resultados

### Masculino
| Evento                               | Oro                                                                                                | Plata                                                                                     | Bronce                                                                              |
| ------------------------------------ | -------------------------------------------------------------------------------------------------- | ----------------------------------------------------------------------------------------- | ----------------------------------------------------------------------------------- |
| 100 m (14 de mayo)                   | Stanly Cruz · República Dominicana · 10,27                                                         | Bruno Barros · Brasil · 10,28                                                             | Diego Echavarría · Colombia · 10,30                                                 |
| 200 m (16 de mayo)                   | Yancarlos Martínez · República Dominicana · 20,19                                                  | Bruno Hortelano · España · 20,48                                                          | Bruno Barros · Brasil · 20,54                                                       |
| 400 m (15 de mayo)                   | Yoandris Lescay · Cuba · 45,36                                                                     | Luguelín Santos · República Dominicana · 45,58                                            | Pedro Oliveira · Brasil · 45,64                                                     |
| 800 m (15 de mayo)                   | Lutimar Paes · Brasil · 1:45,42                                                                    | Kléberson Davide Krasucki · Brasil · 1:45,79                                              | Lucirio Garrido · Venezuela · 1:46,72                                               |
| 1500 m (16 de mayo)                  | Iván López Bilbao · Chile · 3:38,64                                                                | Carlos Martín Díaz · Chile · 3:39,20                                                      | Víctor Corrales · España · 3:39,60                                                  |
| 3000 m (14 de mayo)                  | Iván López Bilbao · Chile · 7:52,53                                                                | Carlos Martín Díaz · Chile · 7:54,31                                                      | Ederson Pereira · Brasil · 7:56,20                                                  |
| 5000 m (16 de mayo)                  | Altobelli Santos da Silva · Brasil · 13:53,48                                                      | Daniel Mateo Angulo · España · 13:58,11                                                   | Nicolás Cuestas · Uruguay · 13:58,60                                                |
| 3000 m obstáculos (14 de mayo)       | Altobelli Santos da Silva · Brasil · 8:33,72                                                       | Joaquín Arbe Argentina 8:40,21                                                            | Ricardo Estremera Puerto Rico 8:40,87                                               |
| 110 m vallas (16 de mayo)            | Javier McFarlane · Perú · 13,55                                                                    | Eduardo de Deus · Brasil · 13,56                                                          | Jorge McFarlane · Perú · 13,64                                                      |
| 400 m vallas (15 de mayo)            | Andrés Silva · Uruguay · 49,48                                                                     | Mikael Antonio de Jesús · Brasil · 49,62                                                  | Mark Ujakpor · España · 49,65                                                       |
| Salto de altura (16 de mayo)         | Eure Yáñez · Venezuela · 2,26                                                                      | Gilherme Cobo · Brasil · 2,23                                                             | Miguel Ángel Sancho · España · 2,23                                                 |
| Salto con pértiga (16 de mayo)       | Germán Chiaraviglio Argentina 5,60                                                                 | Augusto Dutra da Silva · Brasil · 5,30                                                    | Abel Curtinove · Brasil · 5,20                                                      |
| Salto de longitud (15 de mayo)       | Emiliano Lasa · Uruguay · 8,01                                                                     | Jean Okutu · España · 7,84                                                                | Mauro Vinícius da Silva · Brasil · 7,71                                             |
| Salto triple (16 de mayo)            | Mateus de Sá · Brasil · 16,40                                                                      | John Murillo · Colombia · 16,35                                                           | Jean Cassemiro Rosa · Brasil · 16,23                                                |
| Decatlón (15 de mayo)                | Román Gastaldi Argentina 7634 pts.                                                                 | Alex Soares · Brasil · 7330 pts.                                                          | Nicolas Yglesias Nascimento · Brasil · 7002 pts.                                    |
| Lanzamiento de peso (14 de mayo)     | Darlan Romani · Brasil · 19,67                                                                     | Marco Fortes Portugal 19,05                                                               | Willian Dourado · Brasil · 18,96                                                    |
| Lanzamiento de disco (15 de mayo)    | Ronald Julião · Brasil · 59,56                                                                     | Pedro Cuesta · España · 57,37                                                             | Carlos Valle · Brasil · 54,81                                                       |
| Lanzamiento de martillo (14 de mayo) | Wagner Domingos · Brasil · 72,18                                                                   | Roberto Sawyers · Costa Rica · 72,15                                                      | Allan Wolski · Brasil · 71,69                                                       |
| Lanzamiento de jabalina (16 de mayo) | Arley Ibargüen · Colombia · 80,28                                                                  | Jaime Gutiérrez · Colombia · 80,08                                                        | Julio Oliveira · Brasil · 79,02                                                     |
| 20 000 m Marcha (14 de mayo)         | Juan Manuel Cano Argentina 1:27:27,7                                                               | José Bagio · Brasil · 1:28:01,1                                                           |                                                                                     |
| 4 × 100 m (16 de mayo)               | República Dominicana · Mayovanex Méndez · Yoandris Cruz · Stanly Cruz · Yancarlos Martínez · 38,52 | Brasil · Alison Feitosa · Ricardo Souza · Bruno Barros · Jorge Vides · 38,65              | Cuba · César Yuniel Ruiz · Roberto Skyers · Reynier Mena · Yaniel Carrero · 38,93   |
| 4 × 400 m (16 de mayo)               | Colombia · John Zapata · Bernardo Navas · Carlos Romana · Diego Echavarría · 3:01,88               | República Dominicana · Luis Charles · Yon Carty · Andito Charles · Máximo Mejía · 3:03,43 | Venezuela · Alberth Bravo · Omar Longar · Arturo Ramírez · Freddy Mezones · 3:03,61 |

### Femenino
| Evento                               | Oro                                                                                          | Plata                                                                              | Bronce                                                                                    |
| ------------------------------------ | -------------------------------------------------------------------------------------------- | ---------------------------------------------------------------------------------- | ----------------------------------------------------------------------------------------- |
| 100 m (14 de mayo)                   | Ángela Tenorio · Ecuador · 11,29                                                             | Marisol Landázuri · Ecuador · 11,35                                                | Isidora Jiménez · Chile · 11,37                                                           |
| 200 m (16 de mayo)                   | Nercelis Soto · Venezuela · 22,95                                                            | Ángela Tenorio · Ecuador · 23,13                                                   | Kauiza Venancio · Brasil · 23,18                                                          |
| 400 m (15 de mayo)                   | Jaílma da Lima · Brasil · 51,99                                                              | Carol Rodríguez Puerto Rico 52,46                                                  | Leticia Cherpe de Souza · Brasil · 52,79                                                  |
| 800 m (15 de mayo)                   | Rosibel Mina · Colombia · 2:07,06                                                            | Lorena Sosa · Uruguay · 2:08,00                                                    | Liliane Mariano · Brasil · 2:08,03                                                        |
| 1500 m (16 de mayo)                  | Muriel Paredes · Colombia · 4:09,35                                                          | Carolina Lozano Argentina 4:11,71                                                  | María Fernández · Uruguay · 4:12,61                                                       |
| 3000 m (14 de mayo)                  | Juliana Gomes dos Santos · Brasil · 9:03,11                                                  | Muriel Paredes · Colombia · 9:04,79                                                | Florencia Borelli Argentina 9:10,79                                                       |
| 5000 m (16 de mayo)                  | Sara Moreira Portugal 15:40,33                                                               | Florencia Borelli Argentina 16:28,66                                               | Jenifer Silva · Brasil · 16:29,59                                                         |
| 3000 m obstáculos (14 de mayo)       | Belén Casetta Argentina 9:42,93                                                              | Tatiane Silva · Brasil · 9:46,86                                                   | Zulema Arenas · Perú · 9:56,94                                                            |
| 100 m vallas (16 de mayo)            | Fabiana Moraes · Brasil · 12,91                                                              | Maíla Paula Machado · Brasil · 12,99                                               | Brigitte Merlano · Colombia · 13,06                                                       |
| 400 m vallas (15 de mayo)            | Déborah Rodríguez · Uruguay · 57,22                                                          | Gianna Woodruf · Panamá · 57,34                                                    | Liliane Fernandes · Brasil · 58,42                                                        |
| Salto de altura (14 de mayo)         | Valdileia Martins · Brasil · 1,84                                                            | Raquel Álvarez Polo · España · 1,84                                                | Julia Cristina Silva · Brasil · 1,75                                                      |
| Salto con pértiga (14 de mayo)       | Fabiana Murer · Brasil · 4,60                                                                | Diamara Planell Puerto Rico 4,30                                                   | Valeria Chiaraviglio · Argentina · 4,10 · Joana Costa · Brasil · 4,10                     |
| Salto de longitud (14 de mayo)       | Eliane Martins · Brasil · 6,52                                                               | Jessica Reis · Brasil · 6,31                                                       | Paola Mautino · Perú · 6,18                                                               |
| Salto triple (15 de mayo)            | Nubia Soares · Brasil · 14,00                                                                | Yosibi Urrutia Chaverra · Colombia · 13,89                                         | Ana Tima · República Dominicana · 13,84                                                   |
| Heptatlón (16 de mayo)               | Alysbeth Felix Puerto Rico 5910 pts.                                                         | Evelis Aguilar · Colombia · 5887 pts.                                              | Ana Pirelli Cubas Paraguay 5748                                                           |
| Lanzamiento de peso (15 de mayo)     | Ahimara Espinoza · Venezuela · 18,19                                                         | Geisa Arcanjo · Brasil · 17,92                                                     | Natalia Duco · Chile · 17,45                                                              |
| Lanzamiento de disco (15 de mayo)    | Karen Gallardo · Chile · 58,84                                                               | Fernanda Martins · Brasil · 58,43                                                  | Bárbara Comba Argentina 56,75                                                             |
| Lanzamiento de martillo (14 de mayo) | Jennifer Dahlgren Argentina 65,87                                                            | Anna Pereira · Brasil · 61,42                                                      | Mariana Marcelino · Brasil · 60,91                                                        |
| Lanzamiento de jabalina (16 de mayo) | Flor Ruiz · Colombia · 62,15                                                                 | Laila Domingos · Brasil · 60,44                                                    | Coraly Ortiz Puerto Rico 58,31                                                            |
| 10 000 m Marcha (15 de mayo)         | Érica de Sena · Brasil · 45:01,32                                                            | María Pérez García · España · 45:31,83                                             | Daniela Cardoso Portugal 46:03,44                                                         |
| 4 × 100 m (16 de mayo)               | Puerto Rico Beatriz Cruz Celiangeli Morales Genoiska Cancel Carol Rodríguez 43,55            | Brasil · Bruna Farias · Vanusa Santos · Kauiza Venancio · Gabriela Mourau · 43,68  | Venezuela · Andrea Purica · Nedian Vargas · Nelsibeth Villalobos · Nercelis Soto · 43,94  |
| 4 × 400 m (16 de mayo)               | Brasil · Kamilla Miranda · Leticia Cherpe de Souza · Joelma Sousa · Jaílma da Lima · 3:32,30 | España · Geraxane Ussia · Indira Terrero · Bárbara Camblor · Laura Bueno · 3:36,16 | Chile · Paula Goni · Viviana Olivares · Carmen Mansilla · María Fernanda Mackenna · 43,94 |

## Medallero
| Núm. | País                       | Oro | Plata | Bronce | Total |
| ---- | -------------------------- | --- | ----- | ------ | ----- |
| 1    | Brasil (BRA)               | 16  | 16    | 19     | 51    |
| 2    | Colombia (COL)             | 5   | 5     | 2      | 12    |
| 3    | Argentina (ARG)            | 5   | 3     | 3      | 11    |
| 4    | Chile (CHI)                | 3   | 2     | 3      | 8     |
| 5    | República Dominicana (DOM) | 3   | 2     | 1      | 6     |
| 6    | Uruguay (URU)              | 3   | 1     | 2      | 6     |
| 7    | Venezuela (VEN)            | 3   | 0     | 3      | 6     |
| 8    | Puerto Rico (PUR)          | 2   | 2     | 2      | 6     |
| 9    | Ecuador (ECU)              | 1   | 2     | 0      | 3     |
| 10   | Portugal (POR)             | 1   | 1     | 1      | 3     |
| 11   | Perú (PER)                 | 1   | 0     | 3      | 4     |
| 12   | Cuba (CUB)                 | 1   | 0     | 1      | 2     |
| 13   | España (ESP)               | 0   | 7     | 3      | 10    |
| 14   | Costa Rica (CRC)           | 0   | 1     | 0      | 1     |
| 14   | Panamá (PAN)               | 0   | 1     | 0      | 1     |
| 16   | Paraguay (PAR)             | 0   | 0     | 1      | 1     |